# دارود (قبيلة)
الدارودي (بالصومالية: Daarood) قبيلة صومالية عربيه. تعود نسبها إلى الشيخ عبد الرحمن بن إسماعيل. الجبرتي، المعروف باسم دارود. استقرت القبيلة البدويه العربيه في قمة القرن الأفريقي وأطرافه، والمناطق النائية الصومالية حتى منطقة أوروميا، وعلى جانبي الحدود الكينية الصومالية. عشيرة الدارود هي أكبر عائلة عشائرية صومالية في منطقة القرن الأفريقي.

## نبذة
هي قبيلة عربية ينتهي نسبها إلى عقيل بن أبي طالب  كما أثبته الكثير من المصنفين في علم الأنساب. قال اللواء الركن م/ السيد جمل الليل في كتابه: (الشجرة الزكية في أنساب بني هاشم 1 / 346): وأما داود بن إسماعيل بن إبراهيم بن عبد الصمد الجبرتي العقيلي، فقد رحل من زبيد إلى بلاد زيلع وهي كانت جزء من بلاد الحبشة وتقع اليوم ضمن حدود الصومال. وتنتشر اليوم لأيضا في عدة دول عربية وخليجية تحت اسم قبيلة الدارود أو الجبرتي أو الهاشمي وهي كلمة محوَّرة أصلها داود.
وجاء في كتاب الأغصان لمشجرات أنساب عدنان وقحطان (1 / 363): وآل الجبرتي المشار إليهم في مشجرة أبي علامة، ينتسبون إلى الشريف إسماعيل بن إبراهيم بن عبد الصمد العقيلي (722 – 806 هـ)، وعقبه في زبيد باليمن، والصومال، وحضرموت، وسلطنة عمان ومنهم قبيلة الدارود في ميجورتين بالصومال، والأوجادين.
خرج منها معظم زعماء الصومال والقياديين وأبرز الشخصيات العلمية والدينية والشعراء في تاريخ الصومال.
الاسم دارود مشتق من الكلمة صومالية هي باني الدار لأنه هو أول من بنى دارا لان القبائل الصومالية كانو يميلون أكثر لعدم الاستقرار وبناء بيوت من الجلود والقش أشبه بالخيام، يعود أصل الدارود إسماعيل إلى إسماعيل بن إبراهيم الشيخ والداعية المعروف والمدفون في زبيد باليمن، ويرجع في النسب إلى عقيل بن أبي طالب .

## الأصل
وفقًا للكتب الإسلامية المبكرة والتقاليد الصومالية، فإن عقيل أبو طالب بن عبد المطلب القرشي، سليل عبدالرحمن بن إسماعيل الجبرتي (دارود)، ابن الشيخ الصوفي إسماعيل الجبرتي من الطريقة القادرية، فر من وطنه في شبه الجزيرة العربية بعد مشادة مع عمه.
يعتقد أن عبد الرحمن قد استقر خلال القرن العاشر والحادي عشر الميلادي في أرض الصومال على الجانب الآخر من البحر الأحمر وتزوج دومبر بنت دغال، ابنة زعيم قبيلة دير. إن هذا الاتحاد أدى إلى ظهور عائلة قبيلة دارود. وهكذا، كونت روابط أمومية مع السمالي.
وفقًا لعالم الأنثروبولوجيا البريطاني والدراسات الصومالية المخضرم إيوان لويس، فإن تقاليد النسب من العائلات العربية النبيلة المتعلقة بالنبي هي تعبيرات رمزية عن أهمية الإسلام في المجتمع الصومالي. ومع ذلك، «هناك عنصر قوي وصحيح تاريخيًا في هذه والذي أُكد لدى الدارود في الممارسة الحالية لممثل الدير في حفل تنصيب رئيس عائلة دارود».
توجد عشائر للشيخ إسحاق بن أحمد الاحمدي ، الذي ينحدر من الشيخ إسحاق بن أحمد العلوي وهو رجل آخر من بنو هاشم جاء إلى أرض الصومال في نفس الوقت تقريبًا.
كما هو الحال مع الشيخ إسحاق، هناك أيضًا العديد من السير باللغة العربية والتي تصف رحلات الشيخ دارود وأعماله وحياته العامة في شمال الصومال، بالإضافة إلى تحركاته في شبه الجزيرة العربية قبل وصوله. ورد أن الدارودي دُفن في باب سهام بمديرية زبيد في غرب اليمن.
يقع قبر الشيخ دارود في هيلان، الواقعة في منطقة سناج في أرض الصومال، وهو عبارة عن مزار.
دفن الشيخ إسحاق بالقرب من ميط، وكذلك الشيخ هرتي، وهو من سلالة الشيخ دارود وسلف قبيلة هرتي دارود، الذي يقع قبره في بلدة قابلة القديمة.
كما يقام مولد للشيخ دارود كل يوم جمعة بذكر مناقبه.
كان دارود من أنصار الإمام أحمد بن إبراهيم الغازي أثناء فتحه للحبشة في القرن السادس عشر. ولا سيما عشائر هرتي ومارهان وبارتير، التي قاتلت في معركة شيمبرا كور، من بين معارك أخرى.
في كتابه فتوح الحبش الذي يوثق هذه الحملة في العصور الوسطى، يشير المؤرخ شهاب الدين إلى أن 300 جندي هرتي شاركوا في جيش الإمام أحمد لدى سلطنة عدل. ويصفهم بأنهم «مشهورون بين المشاة بأنهم سيافون أقوياء» و «شعب لا يرضخ».

## النسب

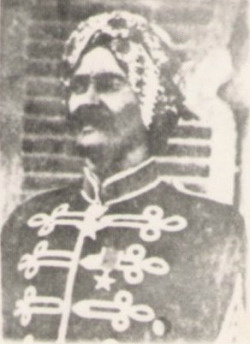
السلطان علي يوسف كينايديض سلطان سلطنة هوبيو، من سلالة ماجرتين دارود.

أن دارود هو ابن الشيخ العربي الشهير إسماعيل بن إبراهيم الجبرتي، الذي دُفن في منطقة صلالة لا بالعمان، أنه ينحدر من نسل عقيل بن أبي طالب الذي ينحدر بدوره من قريش.
قام الرئيس الصومالي الأسبق عبد الله يوسف في عام 2009 بزيارة قبر إسماعيل بن إبراهيم الجبرتي في اليمن
وفقًا للعديد من المؤرخين الإسلاميين في العصور الوسطى والحديثة، فإن دارود ينحدر من عقيل بن أبي طالب، ابن عم النبي محمد ﷺ وشقيق علي بن أبي طالب. ويتحدث كتاب تاريخ إسلامي قديم يُدعى عقيليون للمسعودي، بالتفصيل عن أحفاد عقيل بن أبي طالب، وورد ذكر دارود أيضًا. يذكر الكتاب نسب الشيخ دارود وهو عبد الرحمن بن إسماعيل بن إبراهيم بن عبد الرحمن بن محمد بن عبدي صمد بن حنبل بن مهدي بن أحمد بن عبد الله بن محمد بن عقيل بن أبو طالب بن عبد المطلب بن هاشم بن عبد مناف.
بحسب اللائي السنيّة في العقبة العقيلية (2006) لأحمد بن علي الراجحي العقيلي، فإن نسب الشيخ درود/داود هو: داؤود بن إسماعيل بن إبراهيم بن عبد الصمد بن أحمد بن عبد الله بن أحمد بن إسماعيل بن إبراهيم بن عبد الله بن إسماعيل بن علي بن عبد الله بن محمد بن حميد بن عبد الله بن إبراهيم بن علي بن أحمد بن عبد الله بن مسلم بن عبد الله بن محمد بن عقيل بن أبي طالب الهاشمي القرشي". ويضيف العقيلي أن أبناء الشيخ إسماعيل هم أبي بكر، وداود، وأحمد، وعبد الصمد، الذين يسكن أبناؤهم الآخرون مناطق سلطنة عمان والبصرة في العراق و المهرة في اليمن.

## أعلام

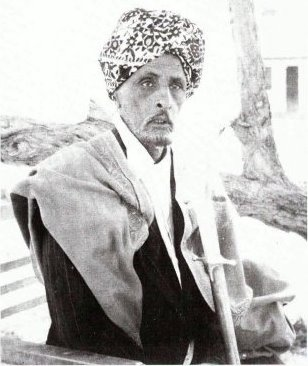
السلطان محمود علي شري ورسنجلي

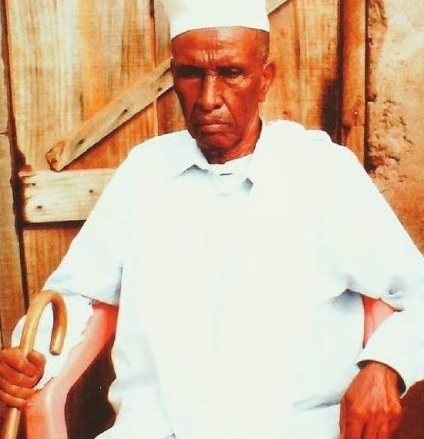
عدنان كرب ذكر في قصيدته Diidda ama Yeella عن إبادة ذولبهانت على يد المستعمرين الأوروبيين خلال حقبة الدراويش.

من أعلام هذه القبيلة، السيد المجاهد محمد بن عبدالله بن حسان الدارودي ورؤساء الصومال السابقين عبد الله يوسف ومحمد سياد بري (1969 -1991) والرئيس الأسبق الذي اغتيل عبد الرشيد علي شرماركي (1963 - 1969) وفي الرياضة العداء البطل عبدي بيلي عبدي صاحب الميدالية الذهبية لمسافة الـ 1500 متر في ألعاب القوى بروما 1987 وينتمي إليها أيضا الشيخ القارئ عبدالرشيد علي صوفي.

## أبناء الشيخ إسماعيل الدارودي

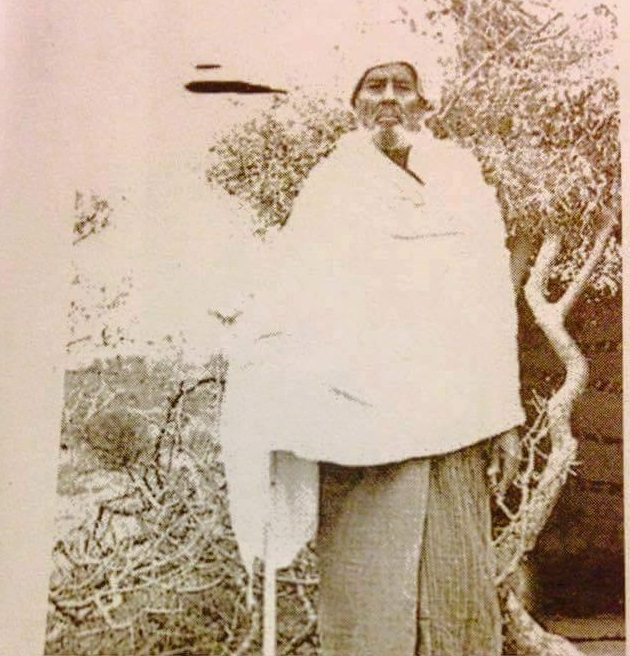
كان آخر سكان حصن سلسلاد هم الحاج يوسف بري -المدافع الوحيد عن طالة، ومحمود حوش (في الصورة)، وآخر أسير كان جاما بيكسي كيدين، وهو أسير من أطفال الدراويش.

- أحمد بن عبد الرحمن
- محمد بن عبد الرحمن
- حسين بن عبد الرحمن
- يوسف بن عبد الرحمن
- عيسى بن عبد الرحمن

## بطون وعشائر آل دارود الجبرتية
- أوغادين
- ماجرتين
- مريحان
- دولباهنتي
- ورسنجلي
- جدواق
- ويتين
- ليلكسة
- دشيشي
- عبدي كومدي
- أورتبلي
- جري
- بالعد